# 静岡県道17号沼津土肥線
静岡県道17号沼津土肥線（しずおかけんどう17ごう ぬまづといせん）は、静岡県沼津市から伊豆市に至る県道（主要地方道）である。

## 概要

### 路線データ
- 起点：沼津市三枚橋町（三園橋交差点、静岡県道380号富士清水線交点）
- 終点：伊豆市土肥（土肥中浜交差点、国道136号交点）

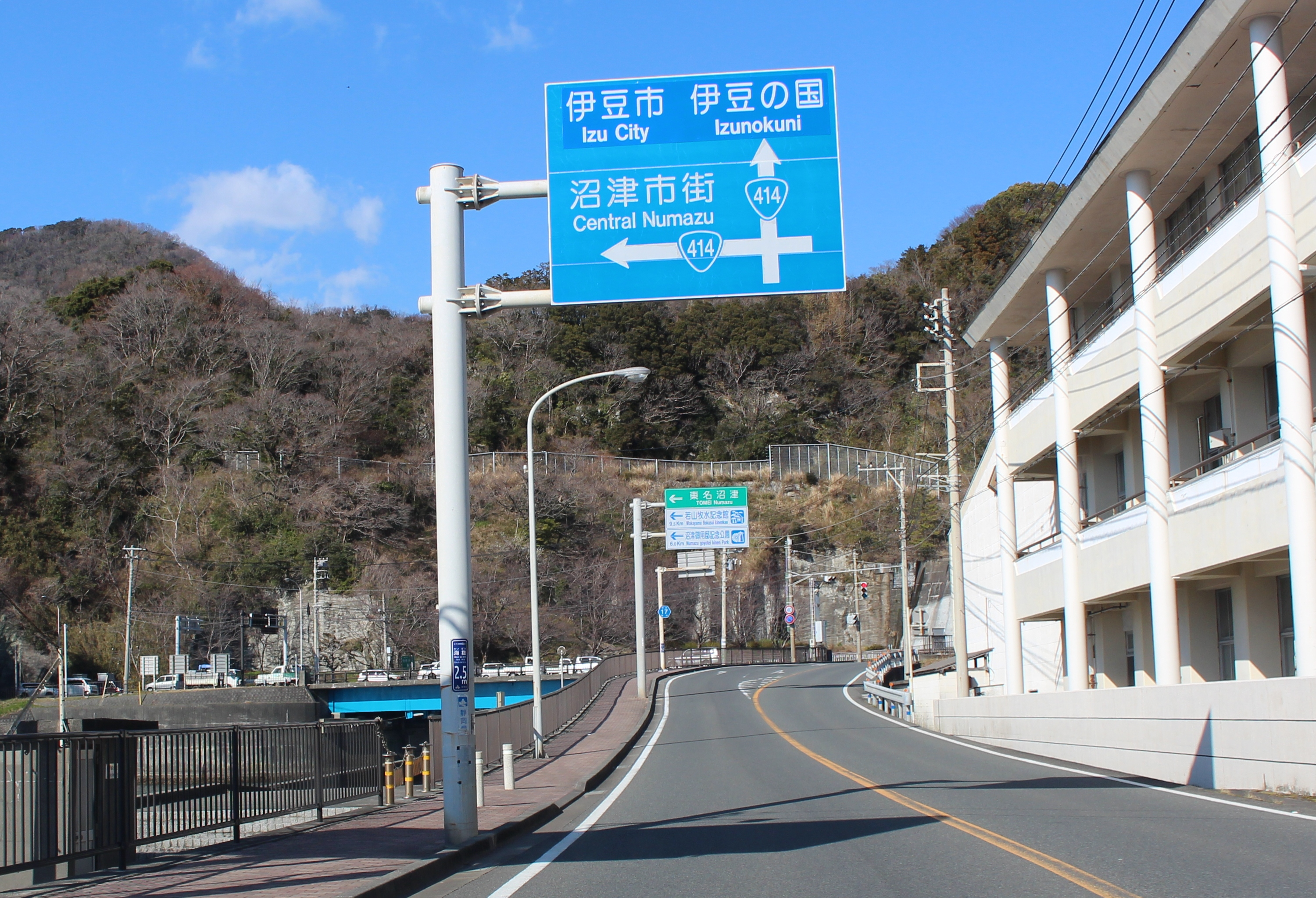
単独区間起点：沼津市口野（国道414号交点、口野放水路交差点）
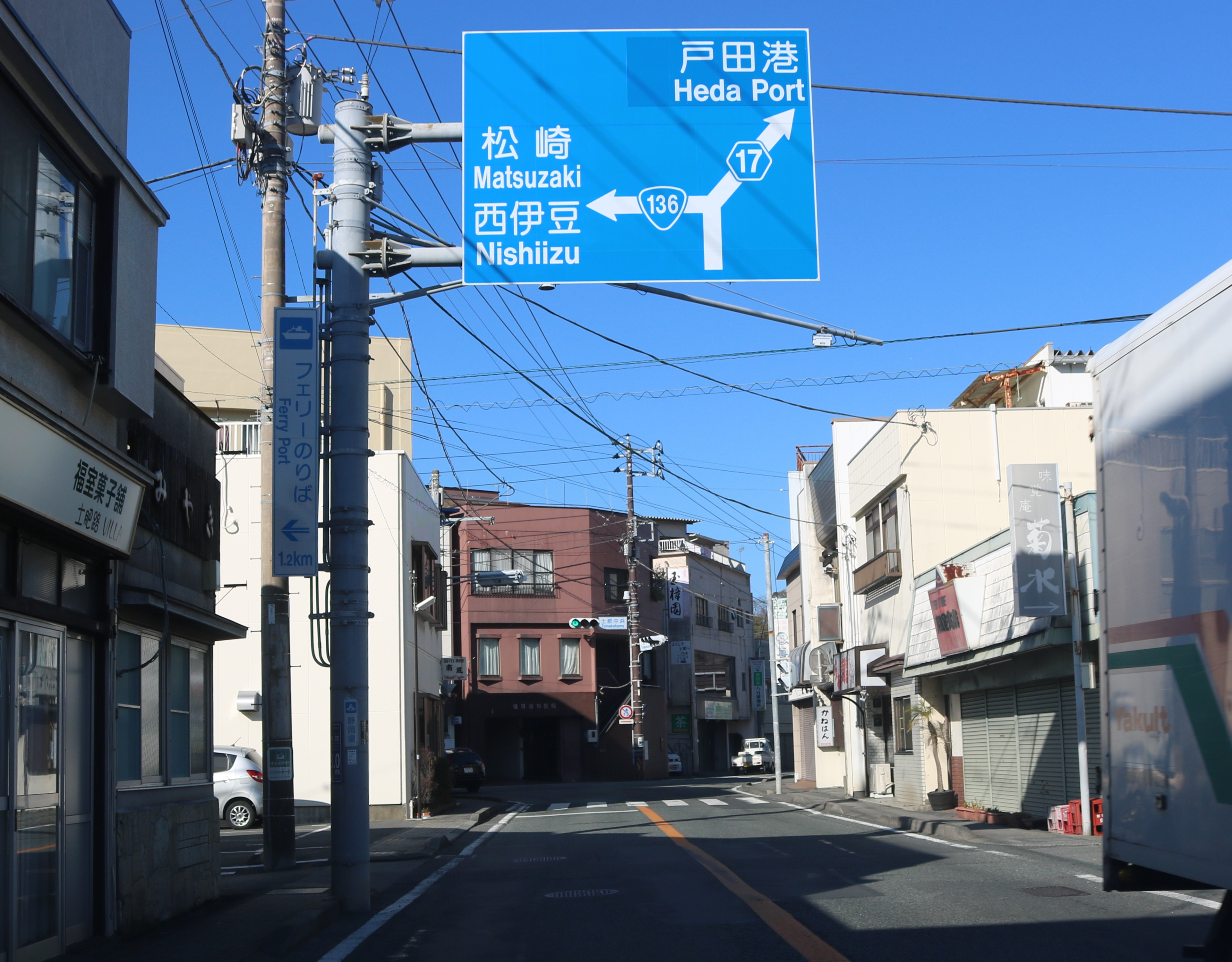
終点：伊豆市土肥（国道136号交点、土肥中浜交差点）

## 歴史
- 1993年（平成5年）5月11日 - 建設省から、県道沼津土肥線が沼津土肥線として主要地方道に指定される[1]。

## 路線状況

### 重複区間
- 国道414号（沼津市三枚橋町・三園橋交差点 - 沼津市口野・口野放水路交差点、8.7 km）
- 静岡県道144号下土狩徳倉沼津港線（沼津市下香貫下障子・下障子交差点 - 沼津市下香貫前原・下香貫交差点）

## 地理

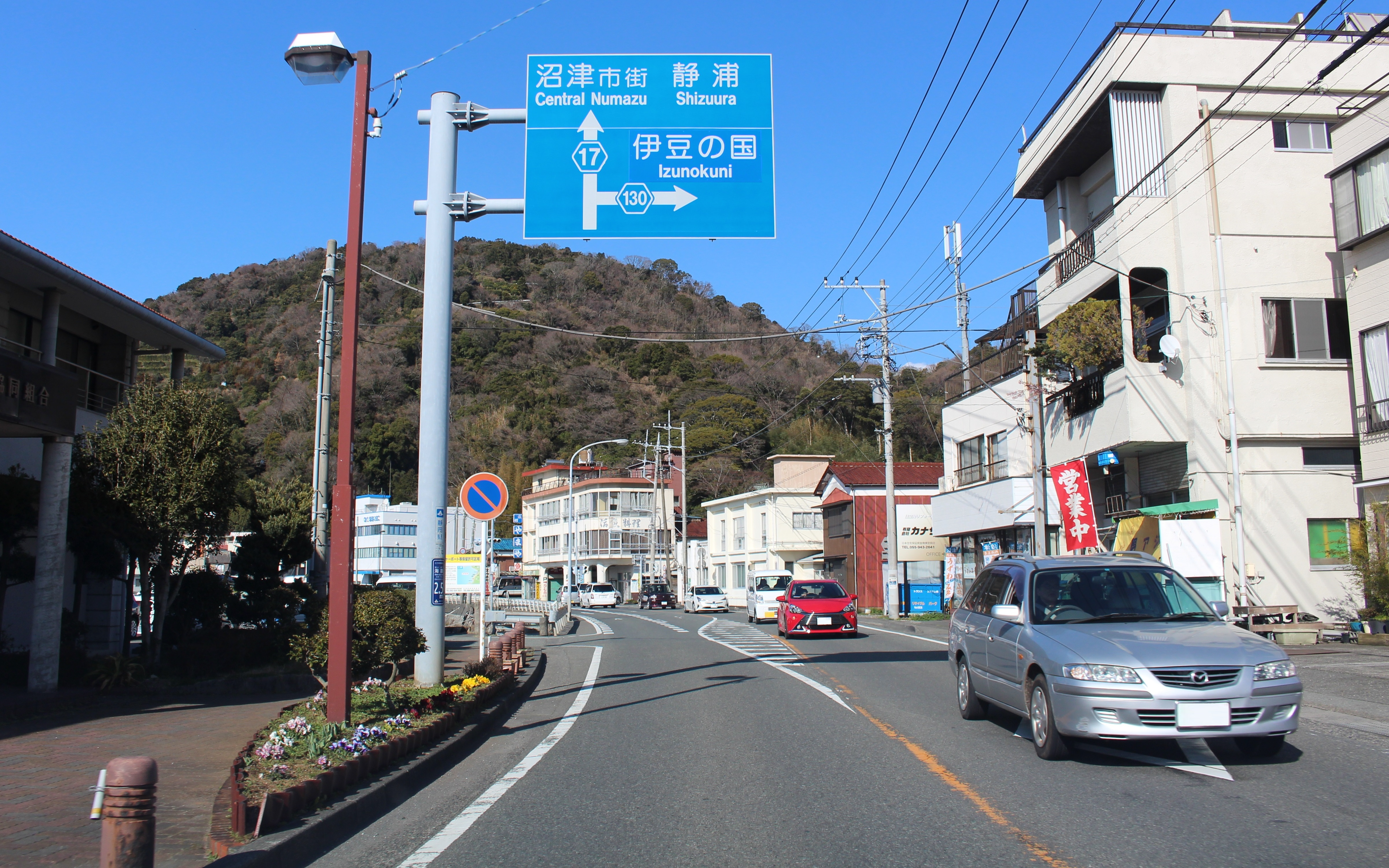
静岡県道130号伊豆長岡三津線（終点）との交差点、沼津市内浦三津

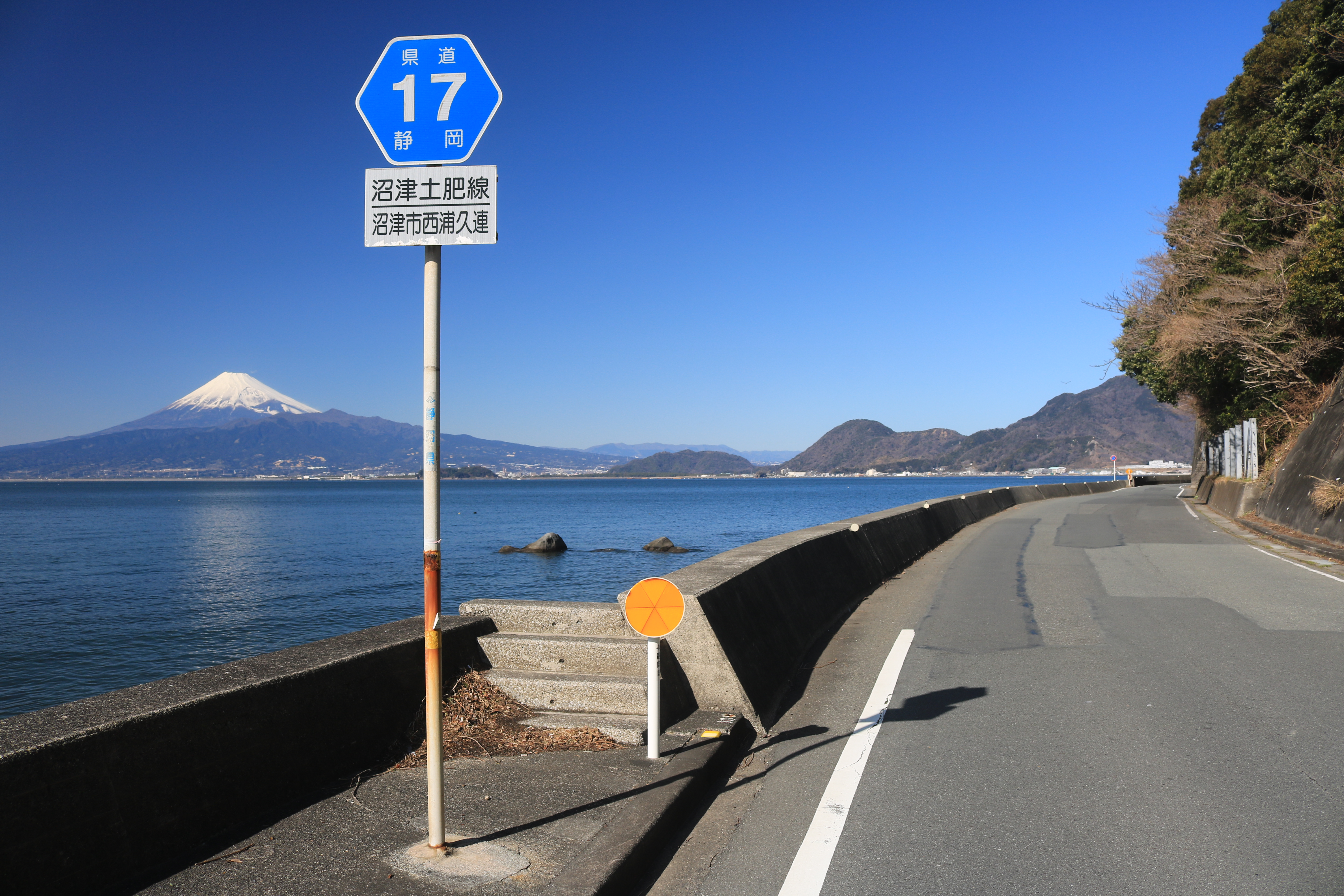
駿河湾沿いを通る静岡県道17号沼津土肥線から望む富士山、沼津市西浦久連

### 通過する自治体
- 沼津市
- 伊豆市

### 交差する道路
- 国道414号・静岡県道380号富士清水線（沼津市三枚橋町・三園橋交差点、起点）
- 静岡県道139号原木沼津線（沼津市御幸町・沼津市役所交差点）
- 静岡県道144号下土狩徳倉沼津港線（沼津市下香貫下障子・下障子交差点）
- 静岡県道144号下土狩徳倉沼津港線（沼津市下香貫前原・下香貫交差点）
- 国道414号（沼津市口野・口野放水路交差点）
- 静岡県道130号伊豆長岡三津線（沼津市内浦三津・三津交差点）
- 静岡県道127号船原西浦高原線（沼津市西浦古宇）
- 静岡県道18号修善寺戸田線（沼津市戸田・戸田三差路交差点）
- 静岡県道125号土肥港線（伊豆市土肥）
- 国道136号（伊豆市土肥・土肥中浜交差点、終点）

### 沿線
- 重寺港
- あわしまマリンパーク
- 三津郵便局
- 内浦漁港
- 伊豆三津シーパラダイス
- 三の浦総合案内所
- 長浜城
- 沼津市立西浦小学校
- 沼津西浦郵便局
- 足保港
- 大瀬崎
- 戸田漁港
- 戸田温泉
- 土肥温泉